# Savva Novikov
Savva Novikov (in russo Савва Новиков?; Tula, 27 luglio 1999) è un ciclista su strada e pistard russo.

## Palmarès

### Strada
- 2018 (Lokosphinx, due vittorie)

2ª tappa Volta a la Província de València (Benagéber > Aras de los Olmos)
Classifica generale Volta a la Província de València
- 2019 (Lokosphinx, tre vittorie)

4ª tappa Turul României (Ploiești > Cabana Piatra Arsă
3ª tappa Tour of Iran (Azerbaigian) (Urmia > Tabriz)
Classifica generale Tour of Iran (Azerbaigian)

#### Altri successi
- 2018 (Lokosphinx)

Circuito del Guadiana
Volta al Montsiá
- 2019 (Lokosphinx)

Classifica giovani Volta a la Província de València
Classifica giovani Tour of Iran (Azerbaigian)
- 2024 (Lokosphinx)

17ª gara HTV Cup (Nha Trang > Đà Lạt)
Classifica generale Ladoga’s Gold
1ª tappa Friendship of the Peoples of the North Caucasus (Maykop > Kazenno-Kuzhorsky)
3ª tappa Friendship of the Peoples of the North Caucasus (Labinsk > Petrovskoye)
7ª tappa Friendship of the Peoples of the North Caucasus (Nalchik > Elbrus)
Classifica generale Friendship of the Peoples of the North Caucasus
Campionati russi, critetium

### Pista
- 2020

GP Tula, Corsa a punti
GP Tula, Americana (con Sergei Rostovtsev)

## Piazzamenti

### Competizioni mondiali
- Campionati del mondo su strada

Fiandre 2021 - In linea Under-23: 94º
- Campionati del mondo su pista

Aigle 2016 - Corsa a punti Junior: 15º

### Competizioni europee
- Campionati europei su strada

Trento 2021 - In linea Under-23: 18º
- Campionati europei su pista

Montichiari 2016 - Scratch Junior: 7º
Montichiari 2016 - Corsa a punti Junior: 9º
Gand 2019 - Corsa a punti Under-23: 3º